# Programa Aurora
No confundir con Proyecto Aurora.
El Programa Aurora es un programa espacial a largo plazo promovido por la Agencia Espacial Europea (ESA) para la exploración en profundidad del Sistema Solar, sobre todo la Luna y Marte, además de la búsqueda de vida fuera de la Tierra.
El Programa Aurora forma parte de la estrategia europea para conducir los primeros pasos de Europa rumbo al espacio y estimular el desarrollo tecnológico del continente a largo plazo. No obstante, Canadá colabora igualmente como estado cooperante de la ESA.
El programa comenzó en noviembre de 2001 con la pertinente aprobación de los ministros europeos. A finales de 2005 participan en él 12 estados con un aporte de 14 000 millones de euros. En orden alfabético: Alemania, Austria, Bélgica, Canadá, España, Francia, Italia, Países Bajos, Portugal, Reino Unido, Suecia y Suiza, siendo Italia el principal contribuyente al programa.
Hasta 2023, 22 países formaban el programa: Alemania, Austria, Bélgica, España, Francia, Italia, Países Bajos, Portugal, Reino Unido, Suecia y Suiza, Dinamarca, Estonia, Finlandia, Grecia, Hungría, Irlanda, Luxemburgo, Noruega, Polonia, República Checa y Rumanía.
El Programa Aurora se estructura en dos elementos principales: un programa núcleo (Core Program) y las misiones de exploración.

## Programa núcleo
Engloba las actividades que habilitarían a Europa para un programa de exploración global futuro. Se incluye:
- Estudios de escenarios y hojas de ruta de exploración en continua interacción con los distintos actores implicados. Esto permitiría a los gobiernos de los estados determinar los objetivos, intereses y prioridades mediante la identificación de futuras misiones.
- Desarrollo tecnológico relacionado con la misión Mars Sample Return.
- Desarrollo tecnológico relacionado con la exploración en general, incluyendo el vuelo espacial y la preparación de una potencial participación europea en la exploración de la Luna.

## Misiones
Las misiones del programa Aurora se dividen en tres tipos: Las misiones que marcan hitos científicos o tecnológicos importantes en sí mismos, o misiones flagship (insignia); las misiones arrow (flechas) que han de servir de demostración de la tecnología desarrollada, de inferior coste y tiempo; y las misiones humanas, considerando como tales incluidas en el programa aquellas más allá de la órbita terrestre baja.

### Misionesflagship
Las misiones flagship actualmente[¿cuándo?] en desarrollo son ExoMars y Mars Sampre Return (MSR).

#### ExoMars

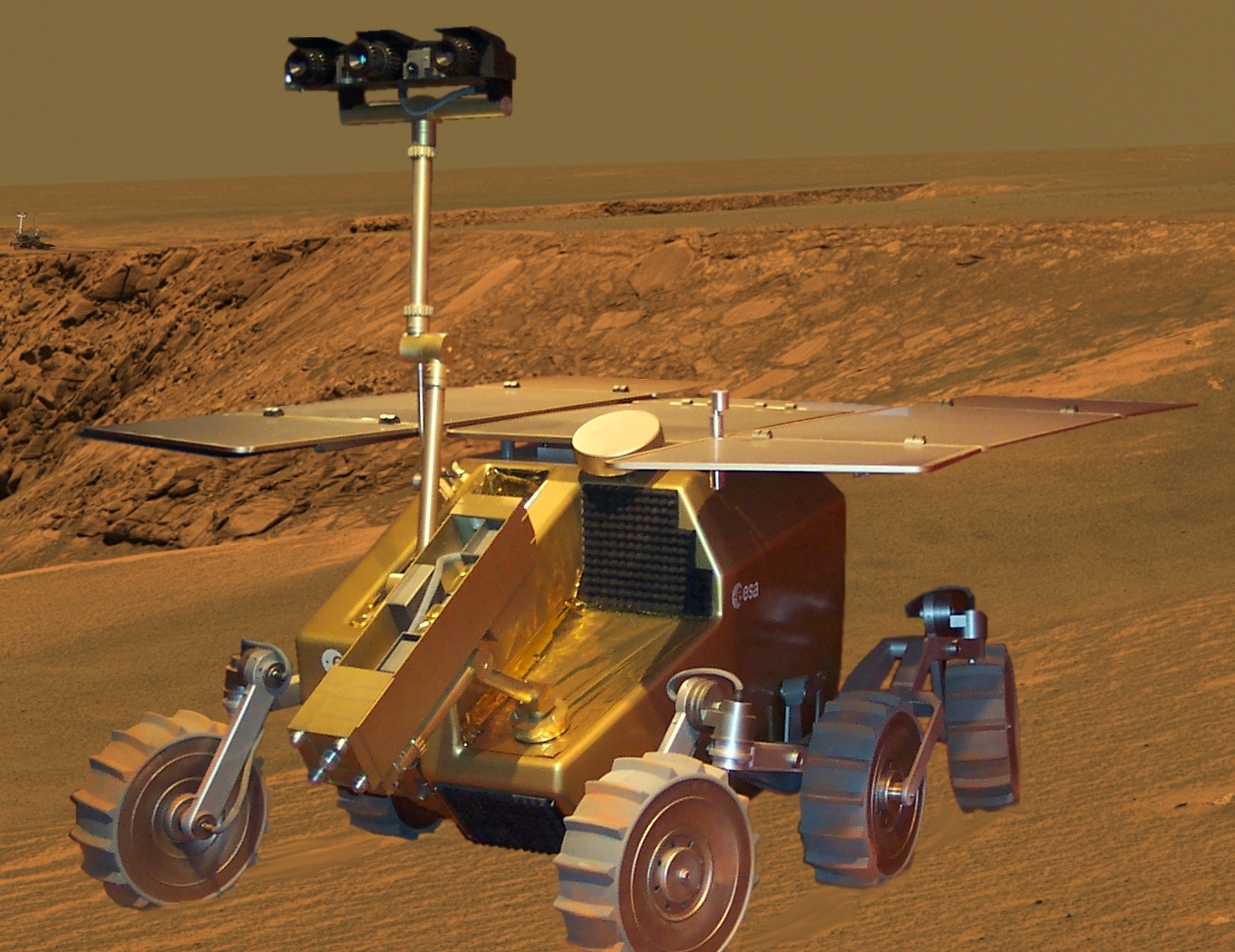
Modelo del vehículo terrestre de ExoMars

Misión establecida en colaboración con la NASA y prevista para 2016 y 2018. El principal contratista de la misión es Thales Alenia Space Italy.

##### Objetivos
Los objetivos científicos de la misión son:
- La búsqueda de vida pasada y presente en Marte, mediante análisis in-situ de muestras de suelo.
- La caracterización del entorno geoquímico y acuático.
- La identificación y caracterización de posibles amenazas para la exploración humana.
- La mejora del conocimiento del entorno marciano.

Para alcanzar estos objetivos desarrollará las siguientes tecnologías:
- Entrada, descenso y aterrizaje (EDL) de carga pesada en la superficie marciana.
- Movilidad en la superficie marciana mediante un rover con varios kilómetros de alcance.
- Acceso a la sub-superficie, hasta dos metros de profundidad, mediante una perforadora que permita recoger muestras.
- Preparación y distribución automática de muestras para su análisis por los instrumentos científicos.

##### Fase de desarrollo
- fase A (de definición): iniciada en septiembre de 2003.
- fase B1 (de implementación): iniciado en diciembre de 2006, tras la aprobación del Consejo Ministerial de la ESA el 5 y 6 de diciembre de ese año.
- fase B2 (implementación industrial): iniciado en febrero de 2008.

En el consejo ministerial de noviembre de 2008, al no alcanzarse la cantidad necesaria para financiar el proyecto, se entra en una fase de reforma.
- fase B2X (extensión de la fase B2): abril  de 2009.
- fases C y D (fabricación y ensayos): se esperaba que comience en 2011.

##### Componentes
Constará de cuatro módulos, tres de la ESA y uno de ellos de la NASA, enviados en dos lanzamientos:
- Primer lanzamiento:[4]

- Orbitador liderado por la ESA pero que incluye instrumental científico de ambas agencias. Su objetivo es el estudio de la atmósfera marciana.
- Módulo de entrada, descenso y aterrizaje. Su misión es testear tecnología de la ESA en desarrollo para posibles futuras misiones.

- Segundo lanzamiento:[5]

- Vehículo terrestre ExoMar Rover (ESA). Sus objetivos son la búsqueda de evidencias de vida pasada o presente y caracterizar la subsuperficie marciana.
- Vehículo terrestre MAX-C (NASA). Su objetivo principal es encapsular muestras interesantes para analizar en la Tierra en busca de rastros de vida como preparación para una posible misión futura de retorno de muestras.

La comunicación con la tierra de los vehículos terrestres se llevará a cabo a través del orbitador ExoMars y la red de comunicaciones espaciales de la ESA.

#### Mars Sample Return

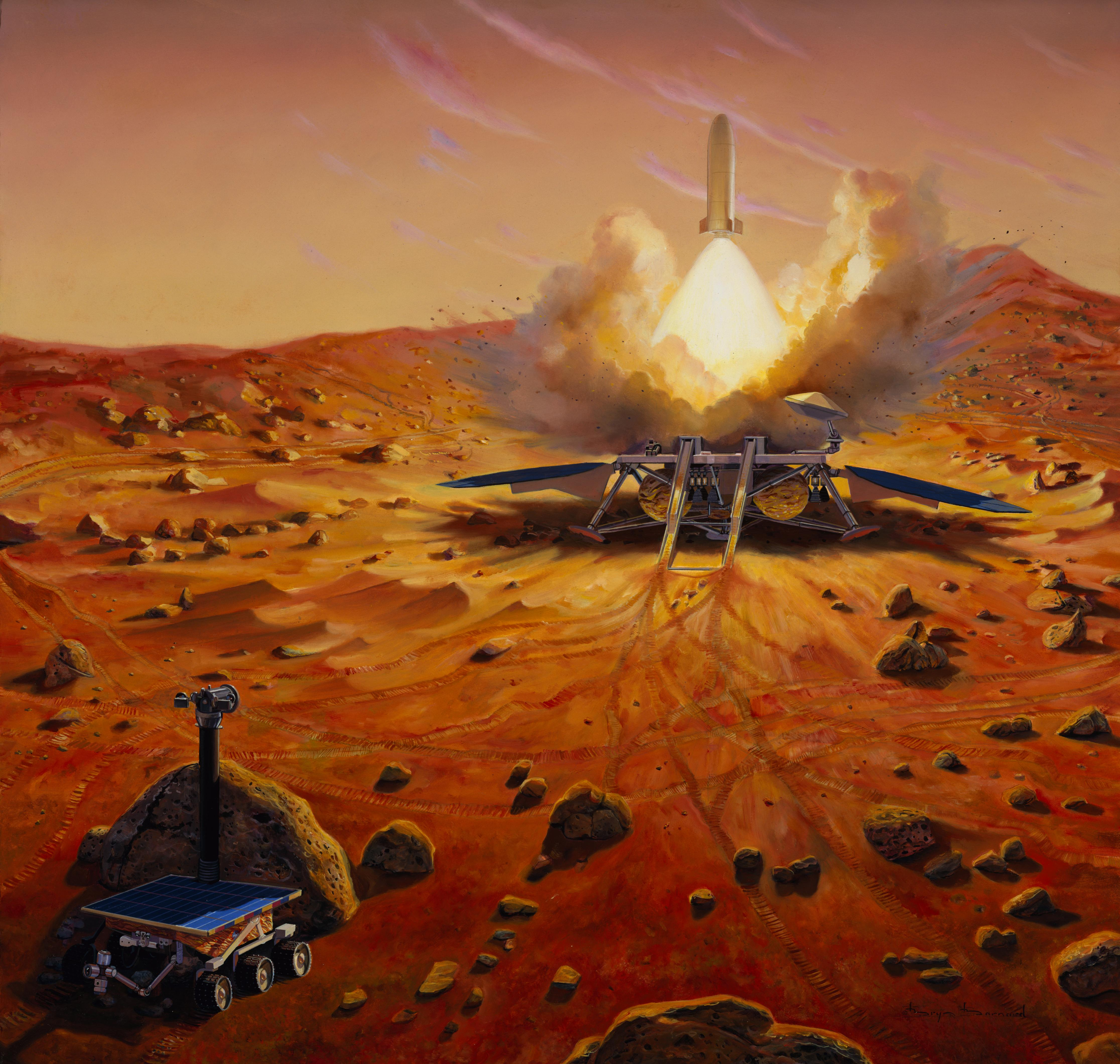
Concepción artística de la misión Mars Sample Return

Misión para recoger muestras del suelo marciano y traerlas de vuelta a la Tierra. El objetivo es caracterizar la astrobiología marciana y su entorno geoquímico mediante el estudio de estas muestras en la Tierra. Esta misión puede ser el primer intento mundial de recoger muestras de Marte y traerlas a la tierra, y se espera que se lleve a cabo en colaboración con otras agencias, como la NASA, la Agencia Espacial Canadiense (CSA) y la Agencia Japonesa de Exploración Aeroespacial (JAXA).
A mediados de 2006, el foro internacional de agencias espaciales IMDG (International Mars Exploration Working Group, Grupo Internacional de Trabajo para la exploración de Marte) solicitó la creación de un grupo de trabajo específico sobre el retorno de muestras. Dicho grupo se reunió por primera vez en septiembre de 2007 con el nombre de iMARS (International Mars Architecture for the Return of Samples).
Desde abril de 2005 esta misión se encuentra en la fase A2 de estudio y desarrollo de las tecnologías clave.
Está compuesto por cinco módulos: una etapa de transferencia Tierra-Marte, un módulo orbital, un módulo de descenso, un módulo de ascenso y un vehículo de reentrada en la Tierra. La misión se compone de dos lanzamientos previstos entre 2018 y 2022.
Entre los factores que influirán en el diseño y desarrollo de la misión se encuentran:
- El lugar de descenso.
- El tamaño de las muestras a retornar.
- La recolección de la muestras.
- La protección de las muestras.

### Misionesarrow
Las misiones arrow propuestas son:
- Earth re-entry vehicle/capsule: misión para probar la tecnología de reentrada en la atmósfera terrestre usando una pequeña nave espacial en órbita elíptica sobre la Tierra. Esta misión sería de gran utilidad para el texto de la tecnología que implementaría la misión Mars Sample Return.
- Mars Aerocaptura demonstrator: misión para validar las tecnologías de frenado aéreo (paracaídas) en Marte.

### Misiones humanas
Se halla en fase preparatoria el posible envío de humanos a Marte sobre el 2030, misión que culminaría el programa, y está en consideración también hacer llegar de nuevo humanos a la Luna.
Sin embargo, los principales países contribuyentes de la Agencia Espacial Europea (Francia, Alemania e Italia) han cuestionado la parte tripulada del programa, haciendo bastante plausible que todo el Programa Aurora sea enfocado sólo a la exploración robótica de Marte.